# 사이언스온 (서비스)
ScienceON은 한국과학기술정보연구원(이하 KISTI)에서 운영하는 과학기술 지식인프라 통합 서비스이다.

## 개요
사이언스온(ScienceON)은 한국과학기술정보연구원(이하 KISTI)에서 개발·운영 중인 웹서비스로 과학기술정보, 국가R&D정보, 연구데이터, 정보분석 및 연구인프라를 연계·융합하여 연구개발 전주기를 지원하는 지능형 과학기술 지식인프라이다.
2019년 1월 29일 서비스를 오픈하여 R&D 활동에 도움이 되는 전문적이고 다양한 과학기술 지식인프라를 통합적으로 제공하고 있다.

### 필요성
1. 다양한 과학기술 지식인프라를 한곳에서 안내제공하여 이용자의 접근성과 활용성을 지원
2. 과학기술 지식인프라의 연계통합으로 단절 없는 서비스를 제공하여 R&D 효율성을 향상
3. 일반 국민 누구나가 쉽고 편리하게 활용할 수 있는 환경을 제공하여 과학기술 대중화를 실현

### 주요기능
1. 개인 연구환경 맞춤형 지식인프라 추천
2. 과학기술동향, 교육수강 정보 제공
3. 인프라 기능 접근 편의를 위한 분류 탐색
4. 기능, 논문, 특허, 보고서에 대한 통합검색

## 서비스 범위
ScienceON은 KISTI가 제공하는 주요 과학기술 지식인프라 30종 및 300여개의 기능에 대한 안내/검색/활용 환경을 제공한다.
전문 정보활용, R&D 정보활용, 공유협업, 인프라 자원이용, 기술산업분석, 교육 수강 등 유형별로 기능을 분류하여 관련 인프라로의 접근점을 제공한다.

## 서비스 방향
ScienceON은 “나의 요구에 딱 맞는 서비스를 제공”하는 맞춤형 서비스, “내가 미처 알고 있지 못했던 서비스를 제공”하는 선제적 서비스, “선후행 관계가 있는 일련의 서비스묶음을 통합적으로 제공”하는 원스톱 서비스 등의 방향성을 갖고
KISTI의 다양한 과학기술 지식인프라를 한 곳에서 쉽게 활용할 수 있도록 서비스하고 있다.